# Pierre Janet
Pierre-Marie-Félix Janet, conocido simplemente como Pierre Janet (París, 30 de mayo de 1859 - París, 24 de febrero de 1947) fue un filósofo, psicólogo y neurólogo francés que hizo importantes contribuciones al estudio moderno de los desórdenes mentales y emocionales, como la histeria, la ansiedad, las fobias, la disociación y la memoria traumática. Se considera padre de la disociación, y padre de la psicología junto con Wilhelm Wundt y William James.
Sus principales aportaciones se refieren al análisis psicológico (desarrollando la teoría del automatismo psicológico), el subconsciente, los conceptos de complejo o el método catártico, entre otros. Su concepto del inconsciente, si bien comparte su origen con el del psicoanálisis, fue luego denostado por Janet y no le atribuyó más que una importancia relativa, sancionándolo como "una manera de hablar". Incluso llegó a polemizar con el psicoanálisis.

## Vida académica
Janet ingresó a la Escuela Normal Superior en 1879, donde se formó como profesor. De 1882 a 1889, hizo clases en liceos de Châteauroux y Havre, mientras preparaba su tesis de doctorado en Psicología (que era por entonces solo una rama de la Filosofía).
En 1889, presentó su tesis Automatisme psychelogique. Essai sur les formes inférieures de l'activité humaine en la Universidad de París, sobre el automatismo psicológico. Dicha publicación tiene muchos elementos en común con los desarrollos que años después Freud y Breuer comunicaron respecto a la curación mediante el método catártico. Desde entonces, existe la discusión respecto a que algunos modelos y conceptos que toma el psicoanálisis en realidad se originan en el análisis psicológico de Pierre Janet. Al respecto, Sigmund Freud intenta argumentar las diferencias con Janet en su escrito Presentación Autobiográfica; aunque hay autores, especialmente Henry Ellenberger, que señalan que hay más coincidencias que diferencias entre los planteamientos de uno y otro, y que el pionero fue Janet pero quien desarrolló la teoría hasta su madurez fue Freud.
En 1889, Janet es invitado a trabajar con el neurólogo Jean-Martin Charcot, director del mayor manicomio parisino, el Salpêtrière, que utilizaba la hipnosis en el estudio de la histeria. Vislumbrando el potencial de Janet, Charcot le encargó la apertura de un laboratorio de psicología experimental en el manicomio, donde Janet inició sus estudios de medicina. En 1892, Janet completó su tesis de medicina: L'état mental des hystériques ("El estado mental de los histéricos"), donde expuso una clasificación de las diversas formas de histeria, la cual define como un producto de "sugestión psicológica" (de la misma forma que la hipnosis).
En 1898, comenzó a enseñar psicología experimental en la Sorbona, y en 1902, llevado por su amigo Bergson en el Collège de France, donde permaneció hasta 1936. En 1904 fundó junto a su amigo Georges Dumas el Journal de psychologie normal et pathologique ("Diario de psicología normal y patológica"), al cual contribuyó con numerosos artículos.
La divulgación de los estudios y de los métodos terapéuticos de Janet lo hicieron mundialmente conocido, llegando a exponer sus ideas en Harvard (donde hizo clases en 1906), más tarde publicadas bajo el título The Major Symptoms of Hysteria ("Principales síntomas de la histeria"). En Estados Unidos, uno de sus discípulos, Morton Prince, buscó seguir sus esfuerzos de unir la psicología y la medicina en el tratamiento de los desórdenes mentales.

## Obra
- Malebranche et les esprits animaux. De la Recherche de la vérité. Paris, Alcan, 1886.
- L'Automatisme psychologique. Paris, Felix Alcan, 1889.
- Baco verulamius alchemicis philosophis quid debuerit (Bacon et les alchimistes). Angers, Imprimerie Burdin, 1889.
- L'État mental des hystériques. Bibliothèque médicale Charcot-Debove. Paris, Rueff et Cie, 2 vol. I. Les stigmates mentaux, 1893. II. Les accidents mentaux, 1894.
- Manuel de philosophie du baccalauréat de l'enseignement secondaire classique. Paris, Nony, 1896.
- Névroses et idées fixes. Paris, Alcan, 1898, 2 vol.
- Les Obsessions et la psychasthénie. Avec Fulgence Raymond, Paris, Alcan, 1903, 2 vol.
- The Major Symptoms of Hysteria. Londres et New York, Mac Millan, 1907.
- Les Névroses. Paris, Flammarion, Bibliothèque de philosophie scientifique, 1909.
- Les Médications psychologiques. Paris, Alcan, 1919. 3 vol.
- La Médecine psychologique. Paris, Flammarion, Bibliothèque de philosophie scientifique, 1923.
- Les Stades de l'évolution psychologique. Paris, Chanine-Maloine, 1926.
- De l'Angoisse à l'extase. Études sur les croyances et les sentiments. Paris, Alcan. Vol. 1 : Un délire religieux. La croyance, 1926. Vol. II : Les sentiments fondamentaux, 1928.
- La Pensée intérieure et ses troubles. Paris, Chanine-Maloine, 1927, 452 p.
- L'Évolution de la mémoire et de la notion du temps. Paris, Chahine, 1928.
- L'Évolution psychologique de la personnalité. Paris, Chahine, 1929.
- La Force et la faiblesse psychologiques. Paris, Maloine, 1932.
- L'Amour et la haine. Paris, Maloine, 1932.
- Les Débuts de l'intelligence. Paris, Flammarion, Bibliothèque de philosophie scientifique, 1935.
- L'Intelligence avant le langage. Paris, Flammarion, Bibliothèque de philosophie scientifique, 1936.